# Mistrzostwa Europy w Lekkoatletyce 1986 – bieg na 1500 m mężczyzn

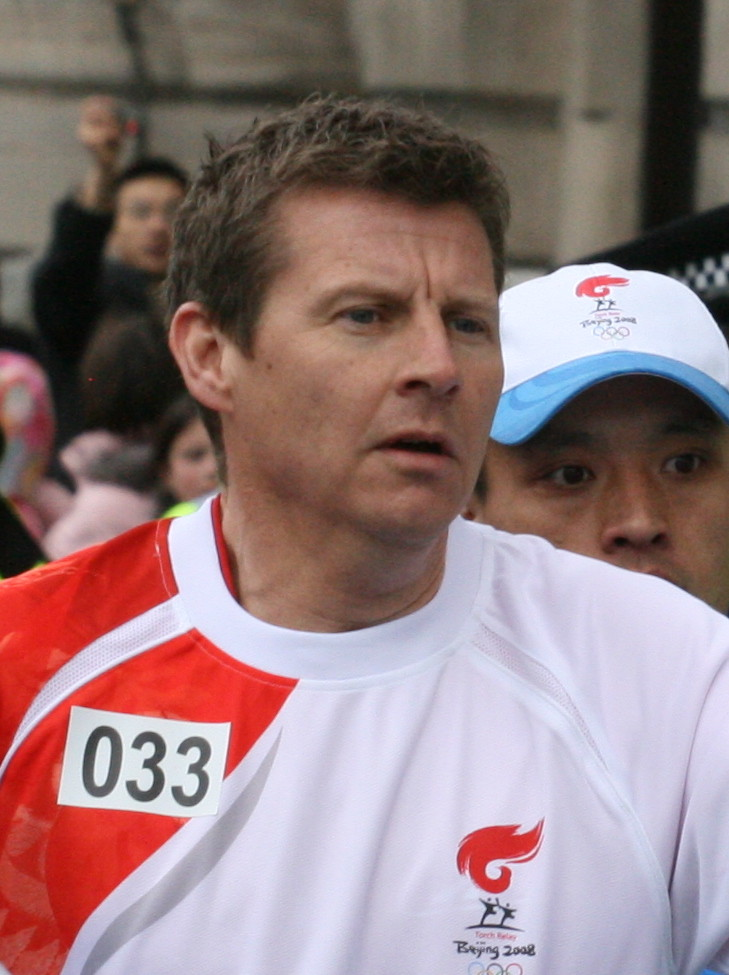
Steve Cram

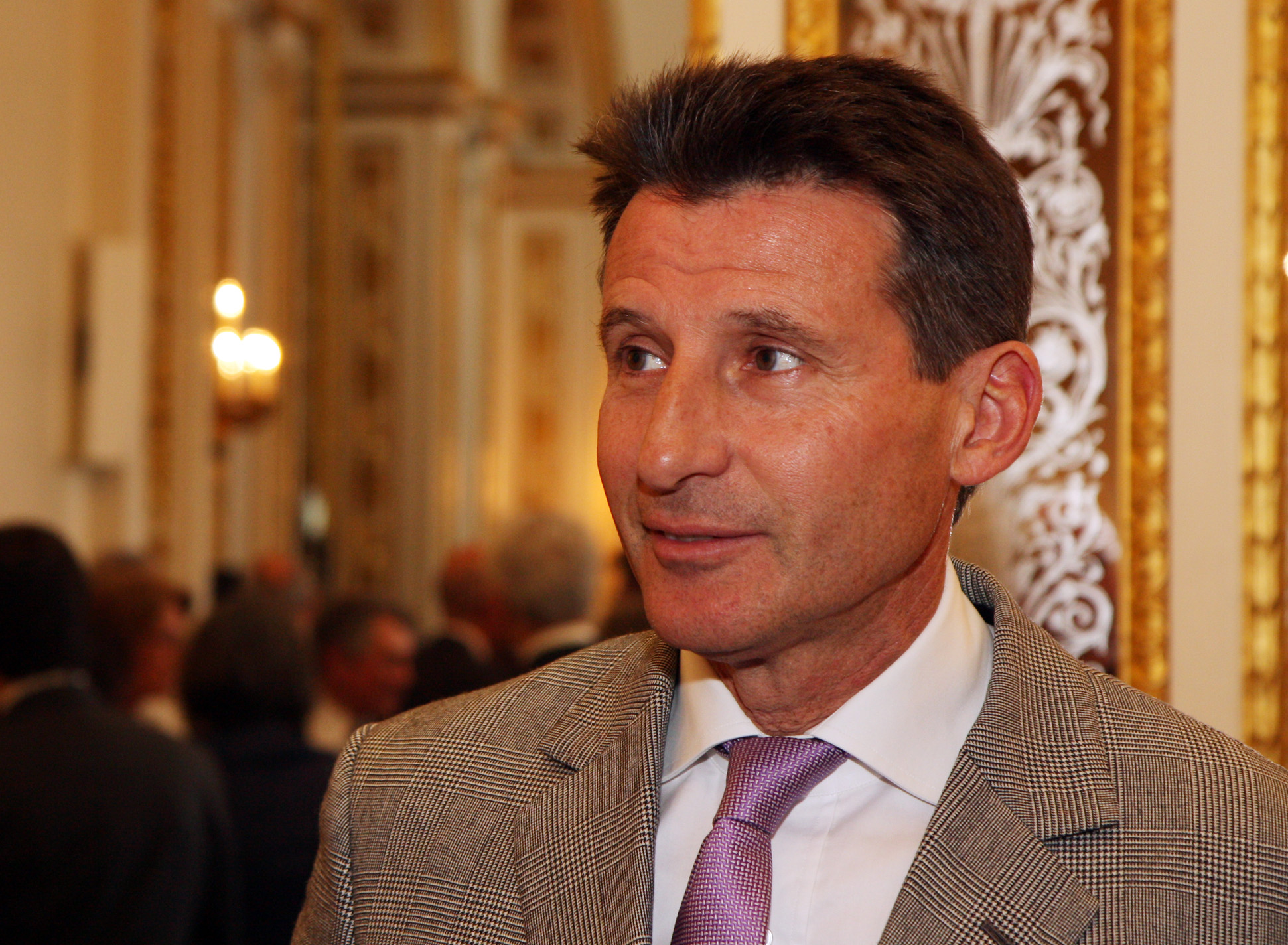
Sebastian Coe

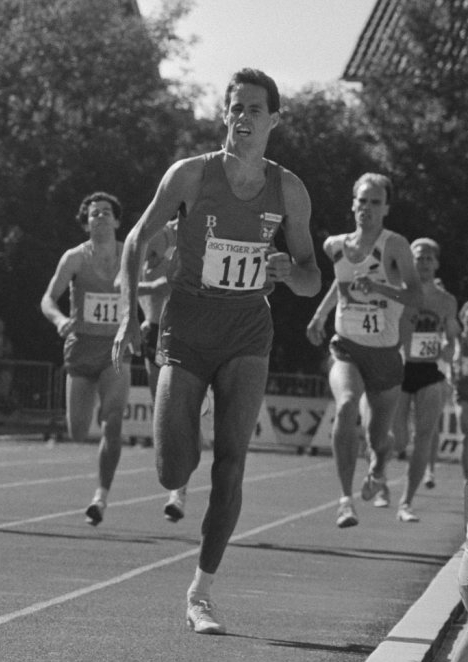
Han Kulker

Bieg na dystansie 1500 metrów mężczyzn był jedną z konkurencji rozgrywanych podczas XIV mistrzostw Europy w Stuttgarcie. Biegi eliminacyjne zostały rozegrane 29 sierpnia, a bieg finałowy 31 sierpnia 1986 roku. Zwycięzcą tej konkurencji został reprezentant Wielkiej Brytanii Steve Cram, który tym samym obronił tytuł zdobyty na poprzednich mistrzostwach. W rywalizacji wzięło udział dwudziestu dziewięciu zawodników z piętnastu reprezentacji.

## Rekordy
| Rekord świata     | Saïd Aouita (MAR) | 3:29,46 | Berlin, RFN           | 23.08.1985 |
| Rekord Europy     | Steve Cram (GBR)  | 3:29,67 | Nicea, Francja        | 16.07.1985 |
| Rekord mistrzostw | Steve Ovett (GBR) | 3:35,59 | Praga, Czechosłowacja | 03.09.1978 |

## Wyniki

### Eliminacje
Rozegrano trzy biegi eliminacyjne. Do finału awansowało po trzech najlepszych zawodników każdego biegu eliminacyjnego (Q) oraz trzech spośród pozostałych z najlepszym czasem (q).
Bieg 1
| Miejsce | Zawodnik            | Czas    | Uwagi |
| ------- | ------------------- | ------- | ----- |
| 1       | Marcus O’Sullivan   | 3:39,02 | Q     |
| 2       | Sebastian Coe       | 3:39,03 | Q     |
| 3       | Han Kulker          | 3:39,08 | Q     |
| 4       | José Manuel Abascal | 3:39,20 |       |
| 5       | Klaus-Peter Nabein  | 3:40,44 |       |
| 6       | Pascal Thiébaut     | 3:40,81 |       |
| 7       | Mário da Silva      | 3:42,04 |       |
| 8       | Markus Hacksteiner  | 3:44,81 |       |
| 9       | Ronny Olsson        | 3:50,18 |       |
| 10      | Zeki Öztürk         | 3:51,72 |       |

Bieg 2
| Miejsce | Zawodnik           | Czas    | Uwagi |
| ------- | ------------------ | ------- | ----- |
| 1       | Steve Cram         | 3:40,66 | Q     |
| 2       | Johnny Kroon       | 3:41,22 | Q     |
| 3       | José Luis Carreira | 3:41,33 | Q     |
| 4       | Cyrille Laventure  | 3:41,41 |       |
| 5       | Andreas Busse      | 3:42,06 |       |
| 6       | Eddy Stevens       | 3:42,21 |       |
| 7       | Mogens Guldberg    | 3:42,84 |       |
| 8       | Dave Taylor        | 3:44,57 |       |
| 9       | Ari Suhonen        | 3:49,50 |       |
| –       | Siergiej Afanasjew | DQ      |       |

Bieg 3
| Miejsce | Zawodnik           | Czas    | Uwagi |
| ------- | ------------------ | ------- | ----- |
| 1       | John Gladwin       | 3:36,85 | Q     |
| 2       | José Luis González | 3:36,92 | Q     |
| 3       | Frank O’Mara       | 3:37,06 | Q     |
| 4       | Igor Łotariow      | 3:37,53 | q     |
| 5       | Niels Kim Hjorth   | 3:37,60 | q     |
| 6       | Peter Wirz         | 3:37,75 | q     |
| 7       | Bruno Levant       | 3:40,82 |       |
| 8       | Rainer Thau        | 3:41,10 |       |
| 9       | Östen Buskas       | 3:42,86 |       |

### Finał
| Miejsce | Zawodnik           | Czas    |
| ------- | ------------------ | ------- |
| 1       | Steve Cram         | 3:41,09 |
| 2       | Sebastian Coe      | 3:41,67 |
| 3       | Han Kulker         | 3:42,11 |
| 4       | José Luis González | 3:42,54 |
| 5       | John Gladwin       | 3:42,57 |
| 6       | Marcus O’Sullivan  | 3:42,60 |
| 7       | Johnny Kroon       | 3:42,61 |
| 8       | Frank O’Mara       | 3:42,90 |
| 9       | José Luis Carreira | 3:44,09 |
| 10      | Peter Wirz         | 3:44,09 |
| 11      | Igor Łotariow      | 3:44,80 |
| 12      | Niels Kim Hjorth   | 3:45,06 |